# 432 هـ
432 هـ هي سنة في التقويم الهجري امتدت مقابلةً في التقويم الميلادي بين سنتي 1040 و1041.

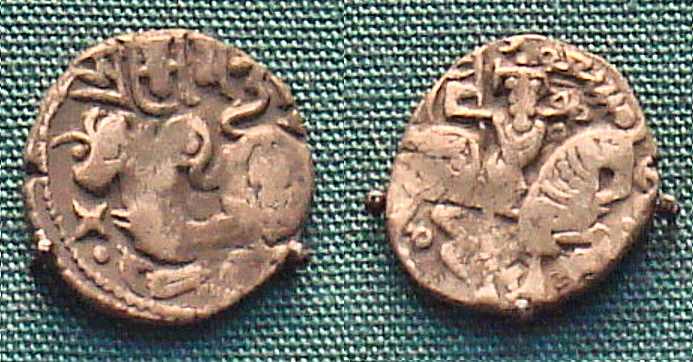
قطعة نقود صُكت باسم السلطان مسعود الأول

## مواليد
- أبو الخطاب الكلوذاني

## وفيات
- مكي بن عبد السلام الرميلي

- مسعود بن محمود الغزنوي